# Universal CityWalk Orlando

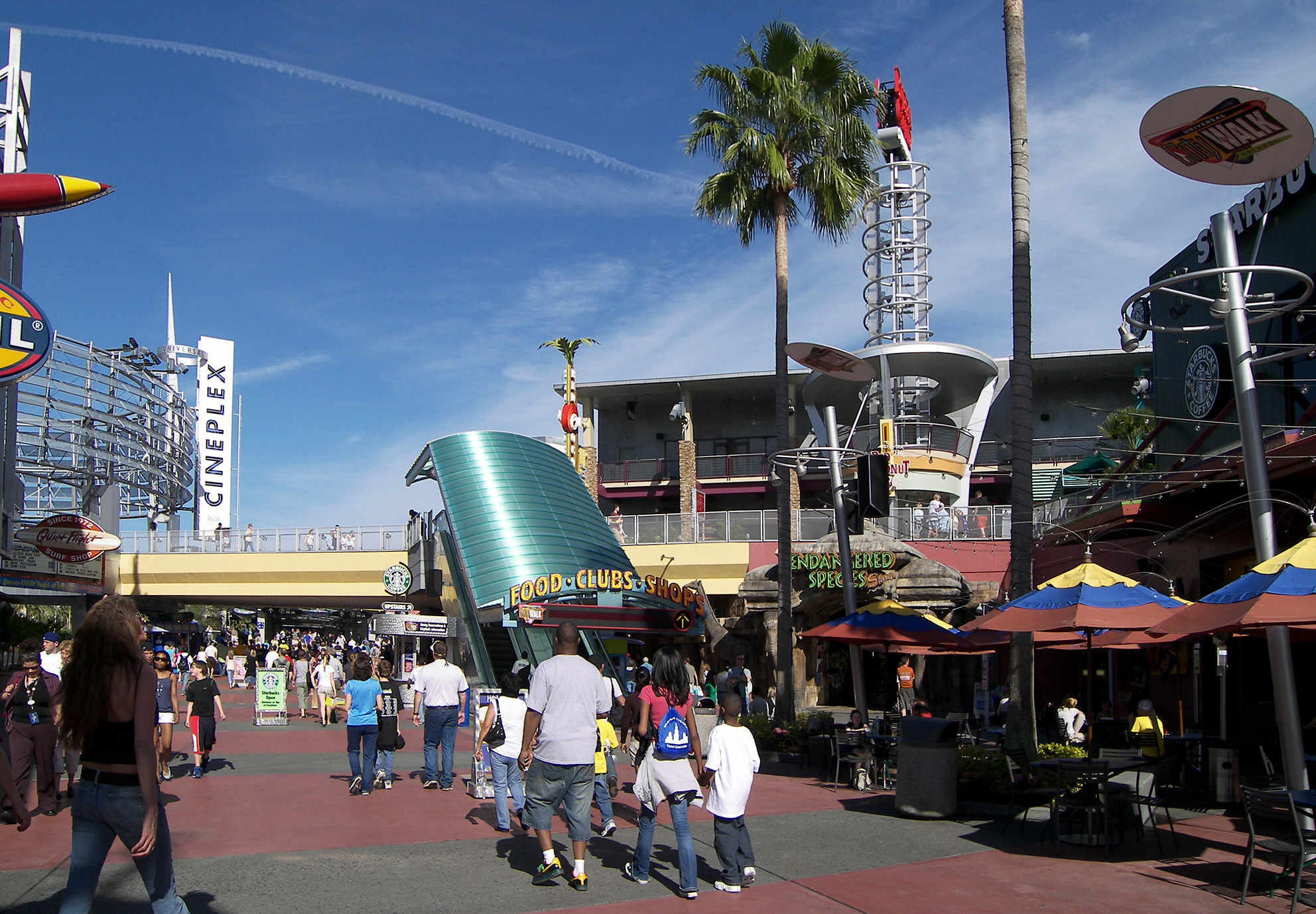
De Ingang van Universal CityWalk Orlando

De Universal Citywalk is een deel van het attractiepark Universal Resort Orlando in Orlando (Florida) en werd in 1999 geopend. Het werd gebouwd op de vroegere parkeerplaatsen van Universal Studios Florida. De gasten met de auto parkeren in één van twee garages, gaan dan met bewegende roltrappen over Universal Boulevard naar CityWalk. Van daar kunnen de gasten naar een van de twee themaparken gaan, Universal Studios Florida of Islands of Adventure.

## Restaurants
- Jimmy Buffett's Margaritaville
- Hard Rock Cafe Orlando
- Emeril's Restaurant Orlando
- NBA City
- Latin Quarter
- Pastamoré Ristoranté & Market
- Starbucks
- Bubba Gump Shrimp Co.
- TCBY
- Cinnabon
- NASCAR Sport Gril
- Pat O'Brien's Bar

## Amusement
- Universal Cineplex 20
- Bob Marley - A Tribute to Freedom
- CityWalk's Rising Star
- The Groove
- Hard Rock Live
- Red Coconut Club
- Blue Man Group Sharp Aquos Theatre, een liveshow met de Blue Man Group.

## Winkels
- Tommy Bahama
- Blue Man Group Gear
- Cigarz at CityWalk
- Dapy
- The Endangered Species Store
- Fossil, Inc.
- Fresh Produce
- Quiet Flight Surf Shop
- Universal Studios Store
- Hart & Huntington Tattoo Company